# National Hockey League
National Hockey League (NHL, francouzsky Ligue nationale de hockey – LNH, česky Národní hokejová liga) je profesionální soutěž v ledním hokeji, které se účastní kluby ze Spojených států amerických a Kanady. Je považována za nejprestižnější hokejovou ligu světa.
Hraje ji 32 mužstev rozdělených do dvou konferencí, východní a západní. Každá z konferencí je rozdělena na dvě divize, celkem jsou divize čtyři. Ve východní konferenci je divize atlantická a metropolitní, v západní konferenci je divize pacifická a centrální. Každou divizi okupuje osm týmů.
Sezóna je rozdělena na dvě části. První je tzv. základní část, v níž každé družstvo odehraje 82 utkání. Po skončení základní části nastává druhé kolo, tzv. play off. Do playoff postupuje osm nejlepších družstev z každé konference. Poté se hrají série na 4 vítězná utkání. Spolu s přerozdělením klubů do nových divizí se od sezony 2013-14 poprvé hrálo play off NHL podle nového formátu. Vyřazovací série se vrátily k rozdělení podle divizí, ovšem s přidáním systému divokých karet.
Do play off postupují tři nejlepší celky z každé divize (celkem 12 týmů). Zbylá čtyři místa doplní držitelé tzv. divokých karet, jimiž jsou další dva nejlepší týmy z každé konference podle počtu bodů. Příslušnost k divizi v jejich případě nehraje roli. V rámci jedné konference tak mohou do play off postoupit jen tři týmy z jedné divize, zatímco z té druhé by jich v tom případě postoupilo pět.
Nasazení držitelů divokých karet do play off závisí na zisku bodů v základní části. Vítěz divize s největším počtem se střetává s držitelem divoké karty s menším počtem bodů. Vítěz divize s menším počtem bodů se utká s tím držitelem divoké karty, který má více bodů. Mužstva na druhé a třetí příčce v divizi hrají v prvním kole play off proti sobě.
Na rozdíl od minulých let je navíc pro druhé kolo formát daný a nemění se podle toho, zda do něj postoupí níže, nebo výše nasazený tým. Vítězové druhého kola, v němž byl brán zřetel na udržení divizního klíče, postupují do finále konferencí. Jejich vítězové si pak tradičně zahrají finále Stanley Cupu. Vítěz získává trofej pro vítěze – Stanley Cup. Po sezóně probíhá draft nováčků a nejlepší hráči uplynulé sezóny mohou být odměněni některou z individuálních trofejí. K nejprestižnějším patří Art Ross Trophy (vítěz kanadského bodování základní části), Maurice Richard Trophy (nejlepší střelec základní části), Hart Memorial Trophy (nejlepší hráč dle hlasování novinářů) a Vezina Trophy (nejlepší brankář dle hlasování generálních manažerů). Velkým individuálním oceněním je též účast v NHL All-Star Game.

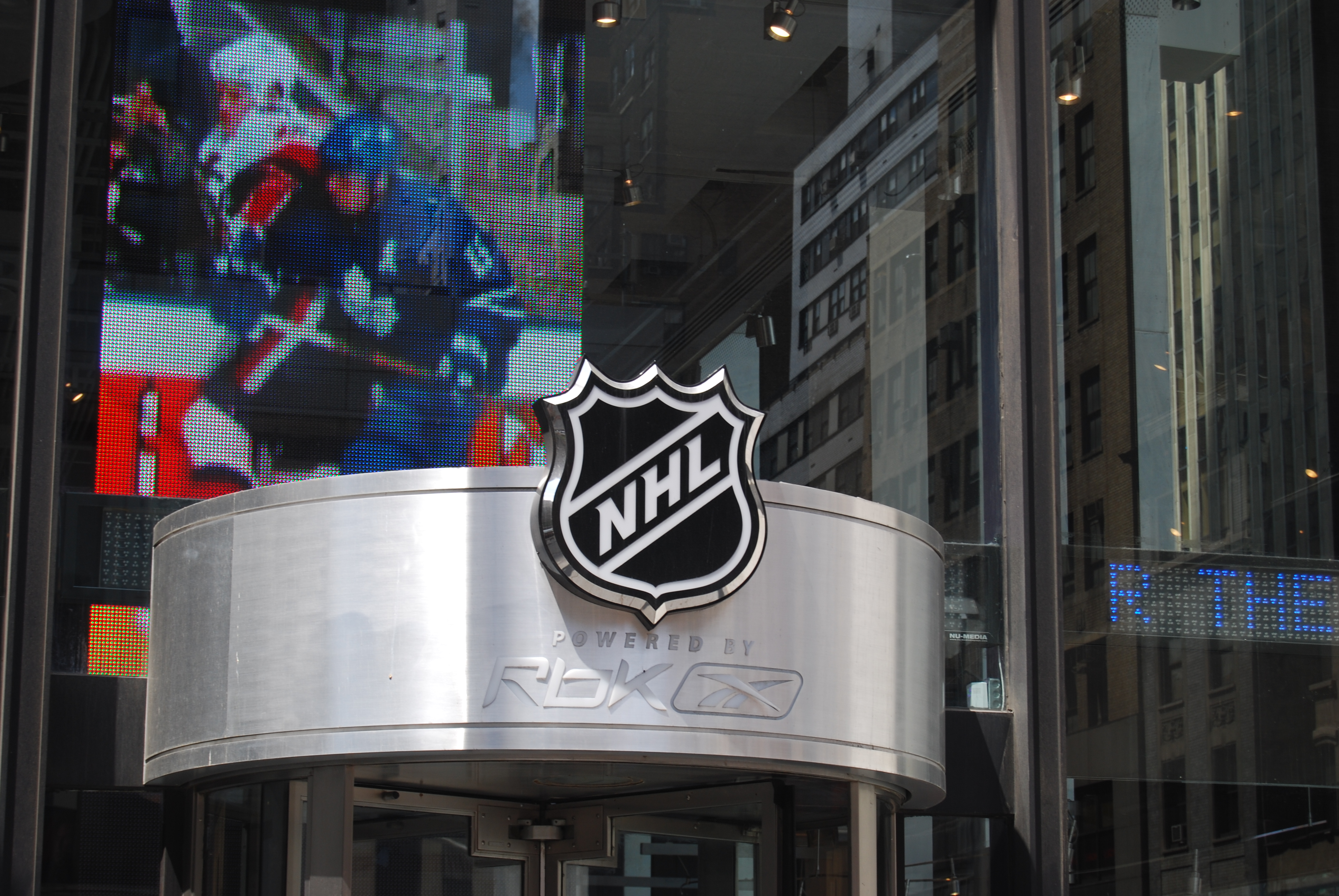
Logo NHL

## Historie
Proběhla série jednání v kanadské National Hockey Association (NHA) mezi Eddie Livingstonem, který byl vlastníkem Toronto Blueshirts, a ostatními vlastníky - vlastníky Montreal Canadiens, Montreal Wanderers, Toronto Maple Leafs a Quebec Bulldogs. Všichni jmenovaní se sešli ve Windsor Hotelu v Montrealu, aby jednali o budoucnosti NHA. Jejich diskuse dne 22. listopadu 1917 vedla ke vzniku NHL. Bývalí členové NHA - Montreal Canadiens, Montreal Wanderers a Toronto Maple Leafs byli zakládajícími členy NHL spolu s novým týmem Toronto Arenas.
I když v prvním desetiletí liga těžce bojovala o přežití, týmy NHL byly na ledě velmi úspěšné. Za dobu od vzniku NHL se stalo pouze jednou, a to v roce 1925, že tým z NHL nevyhrál Stanley Cup a vyhrál ho tým z konkurenčních lig. Od roku 1926 již pak po zániku konkurenčních lig patřil Stanley Cup pouze NHL. Následně započal proces rozšiřování: Boston Bruins (první tým z USA, který hrál NHL) a Montreal Maroons vstoupili do ligy v sezóně 1924-25; New York Americans a Pittsburgh Pirates se přidali o sezónu později. V sezóně 1926-27 vstoupily další týmy - New York Rangers, Chicago Black Hawks, a Detroit Cougars (nynější Detroit Red Wings). NHL tak měla 10 účastníků. Světová hospodářská krize spolu s následnou 2. světovou válkou zapříčinila, že z ligy musely v průběhu času odejít 4 týmy, a to zejména z finančních důvodů. Od roku 1942 tak ligu hrála šestice týmů (Montreal Canadiens, Toronto Maple Leafs, Detroit Red Wings, Chicago Black Hawks, Boston Bruins a New York Rangers) zvaná jako Original Six. Po dobu čtvrt století se poté osazenstvo ligy neměnilo.
18. ledna 1958 byl zaznamenán důležitý milník v historii ligy. Willie O'Ree se stal prvním hráčem černé pleti, který si zahrál NHL.
V polovině 60. let 20. století vznikla NHL konkurence v podobě Western Hockey League, která se plánovala prohlásit za hlavní ligu a každoročně vyzývat NHL v bojích o Stanley Cup. NHL se tuto hrozbu snažila odvrátit rozšířením o šestici týmů v sezóně 1967-68. Novými týmy se staly: Los Angeles Kings, Oakland Seals (později zrušen), Pittsburgh Penguins, Philadelphia Flyers, Minnesota North Stars (v roce 1993 přestěhován do Dallasu, přejmenován na Dallas Stars) a St. Louis Blues. O tři roky později se do ligy připojily týmy Vancouver Canucks a Buffalo Sabres.
V roce 1972 byla založena World Hockey Association (WHA), která byla pro NHL vážným konkurentem. NHL se tak rozhodla pospíšit si s dalším rozšířením o celky New York Islanders a Atlanta Flames (od roku 1980 Calgary Flames), aby zabránila WHA, aby se zmocnila nových stadionů v těchto městech. O dva roky později byly přidány týmy Kansas City Scouts (od roku 1976 Colorado Rockies a od roku 1982 New Jersey Devils) a Washington Capitals. Obě ligy bojovaly o hráče a fanoušky až do zániku WHA po sezóně 1978-79. V této sezóně se NHL zmenšila o jeden tým, sloučením Cleveland Barons a Minnesota North Stars. Čtyři týmy ze šesti členů WHA se od sezóny 1979-80 přidaly do NHL: Hartford Whalers (od roku 1997 Carolina Hurricanes), Quebec Nordiques (od roku 1995 Colorado Avalanche), Edmonton Oilers, a Winnipeg Jets (od roku 1996 Phoenix Coyotes).
Po rozšíření v roce 1974 byla NHL rozdělena do dvou konferencí (konference Clarence Campbella - západ a konference Prince z Walesu - východ). Obě konference měly dvě divize. Divize v Campbellově konferenci se jmenovaly divize Lestera Patricka a divize Conna Smytha; divize v konferenci Prince z Walesu se jmenovaly divize Jacka Adamse a divize Jamese Norrise (Norrisova a Patrickova divize byla vzájemně přehozena v sezóně 1981-82). To se změnilo v roce 1993, kdy změnily názvy divizí a konferencí podle geografických názvů.
Po stabilním období v 80. letech 20. století byla NHL rozšířena o 9 týmů během 10 let. Tým San Jose Sharks se přidal v roce 1991, o sezónu později Ottawa Senators a Tampa Bay Lightning, v roce 1993 Anaheim Ducks a Florida Panthers, roku 1998 Nashville Predators, v roce 1999 Atlanta Thrashers a celky Minnesota Wild a Columbus Blue Jackets v roce 2000. V roce 2011 se tým Atlanta Thrashers přestěhoval do Winnipegu pod názvem Winnipeg Jets. V roce 2017 začal v NHL hrát klub Vegas Golden Knights a v roce 2021 Seattle Kraken.

## Pravidla hry

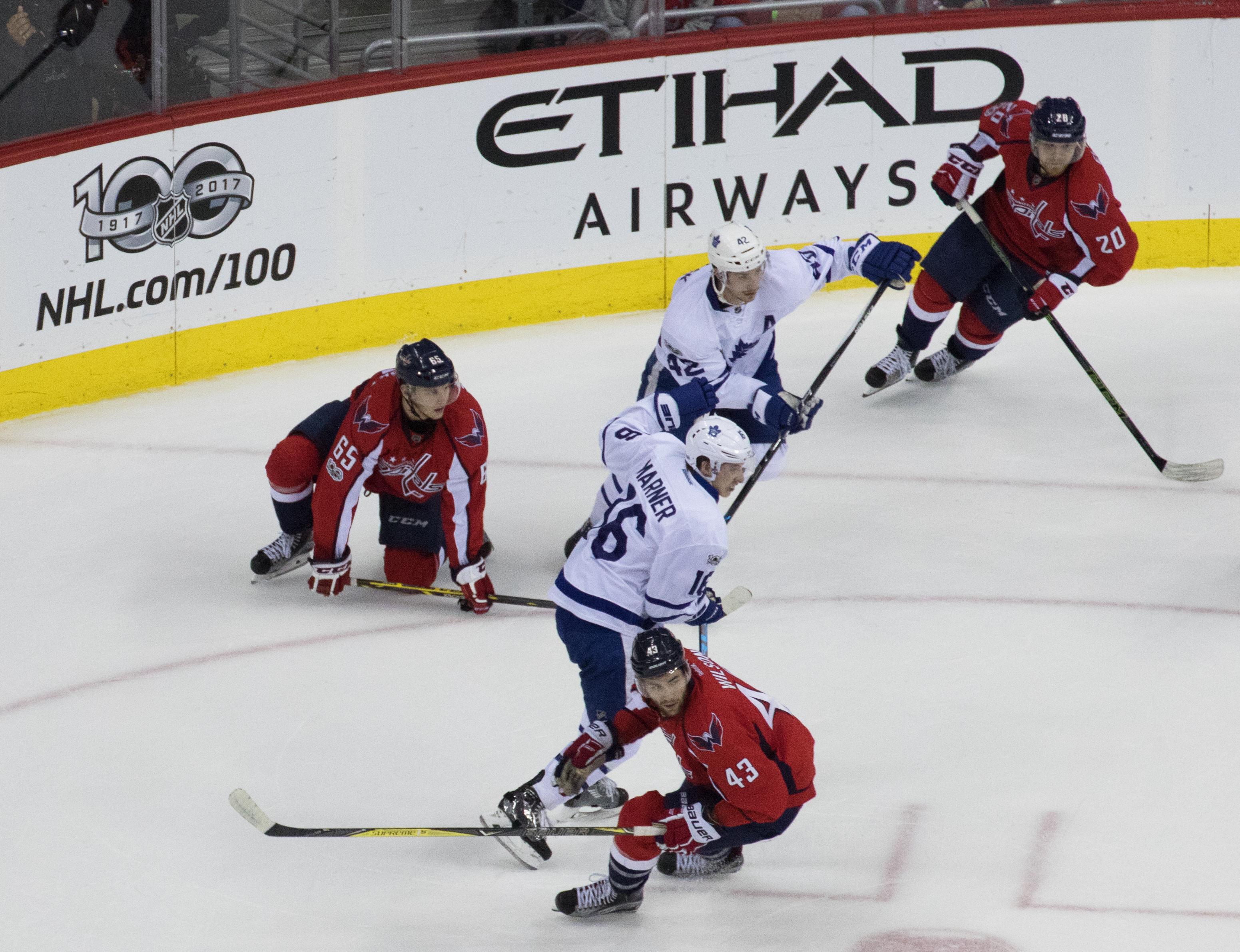
Zápas Toronto Maple Leafs vs. Washington Capitals. Na obrázku Mitchell Marner, Tyler Bozak, Andre Burakovsky, Tom Wilson, Lars Eller.

Každý zápas NHL trvá 60 minut. Utkání je rozděleno do tří dvacetiminutových třetin. Po každé třetině je sedmnáctiminutová přestávka (na rozdíl od evropských soutěží se počítá od okamžiku, kdy poslední hráč opustí hřiště - nikoliv od skončení třetiny). Po 60 minutách hracího času se stává vítězem ten tým, který vstřelil více branek než soupeř. Pokud je stav nerozhodný, následuje prodloužení. Během základní části trvá prodloužení pět minut. Oba týmy mají v prodloužení na hřišti 3 hráče v poli. Tým, který vstřelí jako první branku, se stává vítězem. Do sezony 2005-06 platilo pravidlo, že pokud se nerozhodne ani v prodloužení, utkání končí remízou. Za výhru (v prodloužení, na nájezdy i v základní hrací době) získává tým 2 body. Za prohru v prodloužení a na nájezdy získává tým 1 bod.
Od sezony 2005-06 bylo toto pravidlo zrušeno. Pro případ, že je zápas nerozhodný i po prodloužení, byly zavedeny samostatné nájezdy (série po třech na každé straně, případně následuje série po jednom nájezdu až do rozhodnutí). Avšak v playoff jsou pravidla odlišná. V případě nerozhodného stavu po 60 minutách se hraje prodloužení (20 minut, následuje řádná přestávka), dokud nepadne branka. Tým, který jako první vstřelí gól, se stává vítězem. Zápas tak může teoreticky pokračovat do nekonečna. Dva zápasy v historii NHL dokonce skončily až v 6. prodloužení.

### Odlišnosti od pravidelIIHF
- Hřiště: V NHL je oproti pravidlům IIHF o čtyři metry užší hřiště (30/26 metrů). Délka kluziště je totožná (61 metrů).
- Soupiska: Podle pravidel IIHF je na soupisce 22 hráčů (4 útoky po 3, 3 obrany po 2, 13. útočník, 7. obránce, 2 brankáři), v NHL pouze 20 (4 útoky po 3, 3 obrany po 2, 2 brankáři).
- Bodování v základní části: Jak je uvedeno výše, jakákoliv výhra (v základní části, po prodloužení i na nájezdy) znamená zisk 2 bodů. Prohra v prodloužení zajistí týmu 1 bod a tým, který prohraje v základní hrací době, nezíská žádný bod. Běžné bodování v jiných soutěžích přisuzuje výherci v základní hrací době zisk 3 bodů.

## Týmy
V roce 1917, kdy NHL vznikla, se jí účastnily čtyři týmy. Díky mnoha rozšířením došlo ke zvýšení počtu týmů na 32 (25 z USA a 7 z Kanady). Nejúspěšnějším klubem historie je Montreal Canadiens, který získal Stanley Cup 24krát. Dalším úspěšným celkem je Toronto Maple Leafs, jenž se ze zisku Stanley Cupu radoval 13krát (naposledy v roce 1967). A třetím nejúspěšnějším celkem je Detroit Red Wings.
Každý celek má svoje farmy v nižších amerických ligách - American Hockey League a East Coast Hockey League.
NHL se dělí na dvě konference, a to východní a západní. Každá z nich se ještě dále dělí na dvě divize. Ve východní i západní konferenci je aktuálně celkem šestnáct týmů. Podle nového rozdělení se Detroit Red Wings a Columbus Blue Jackets přesunuly ze západní konference do východní, naopak Winnipeg Jets se přesunul do západní. Současný herní systém byl zaveden v sezoně 2013-2014.
V sezoně 2021/2022 přibyl nově tým Seattle Kraken.
Dne 18. dubna 2024 klub Arizona Coyotes vydal oficiální oznámení, že klub se bude stěhovat do státu Utah a konkrétně do města Salt Lake City. Novým vlastníkem klubu bude podnikatel Ryan Smith, kterému patří kluby Real Salt Lake (MLS) a Utah Jazz (NBA). Klub bude své zápasy odehrávat v aréně Delta Center, kde odehrává své zápasy i právě basketbalový tým Utah Jazz. Nový klub se v sezóně 2024/25 nazýval Utah Hockey Club, v květnu 2025 přijal definitivní jméno Utah Mammoth.
| Divize              | Tým                   | Město/Oblast                | Aréna                    | Kapacita            |
| Východní konference | Východní konference   | Východní konference         | Východní konference      | Východní konference |
| ------------------- | --------------------- | --------------------------- | ------------------------ | ------------------- |
| Atlantická divize   | Boston Bruins         | Boston, Massachusetts       | TD Garden                | 17,850              |
| Atlantická divize   | Buffalo Sabres        | Buffalo, New York           | KeyBank Center           | 19,070              |
| Atlantická divize   | Detroit Red Wings     | Detroit, Michigan           | Little Caesars Arena     | 19,515              |
| Atlantická divize   | Florida Panthers      | Sunrise, Florida            | FLA Live Center          | 19,250              |
| Atlantická divize   | Montreal Canadiens    | Montréal, Quebec            | Centre Bell              | 21,302              |
| Atlantická divize   | Ottawa Senators       | Ottawa, Ontario             | Canadian Tire Centre     | 18,652              |
| Atlantická divize   | Tampa Bay Lightning   | Tampa, Florida              | Amalie Arena             | 19,092              |
| Atlantická divize   | Toronto Maple Leafs   | Toronto, Ontario            | Scotiabank Arena         | 18,819              |
| Metropolitní divize | Carolina Hurricanes   | Raleigh, Severní Karolína   | PNC Arena                | 18,680              |
| Metropolitní divize | Columbus Blue Jackets | Columbus, Ohio              | Nationwide Arena         | 18,144              |
| Metropolitní divize | New Jersey Devils     | Newark, New Jersey          | Prudential Center        | 16,514              |
| Metropolitní divize | New York Islanders    | Uniondale, New York         | UBS Arena                | 17,113              |
| Metropolitní divize | New York Rangers      | New York City, New York     | Madison Square Garden    | 18,006              |
| Metropolitní divize | Philadelphia Flyers   | Philadelphia, Pennsylvania  | Wells Fargo Center       | 19,500              |
| Metropolitní divize | Pittsburgh Penguins   | Pittsburgh, Pennsylvania    | PPG Paints Arena         | 18,387              |
| Metropolitní divize | Washington Capitals   | Washington, D.C.            | Capital One Arena        | 18,506              |
| Západní konference  |                       |                             |                          |                     |
| Centrální divize    | Arizona Coyotes       | Glendale, Arizona           | Gila River Arena         | 17,125              |
| Centrální divize    | Chicago Blackhawks    | Chicago, Illinois           | United Center            | 19,717              |
| Centrální divize    | Colorado Avalanche    | Denver, Colorado            | Ball Arena               | 18,007              |
| Centrální divize    | Dallas Stars          | Dallas, Texas               | American Airlines Center | 18,532              |
| Centrální divize    | Minnesota Wild        | Saint Paul, Minnesota       | Xcel Energy Center       | 17,954              |
| Centrální divize    | Nashville Predators   | Nashville, Tennessee        | Bridgestone Arena        | 17,113              |
| Centrální divize    | St. Louis Blues       | St. Louis, Missouri         | Enterprise Center        | 18,724              |
| Centrální divize    | Winnipeg Jets         | Winnipeg, Manitoba          | Canada Life Center       | 15,321              |
| Pacifická divize    | Anaheim Ducks         | Anaheim, California         | Honda Center             | 17,174              |
| Pacifická divize    | Calgary Flames        | Calgary, Alberta            | Scotiabank Saddledome    | 19,289              |
| Pacifická divize    | Edmonton Oilers       | Edmonton, Alberta           | Rogers Place             | 18,347              |
| Pacifická divize    | Los Angeles Kings     | Los Angeles, California     | Crypto.com Arena         | 18,230              |
| Pacifická divize    | San Jose Sharks       | San José, Kalifornie        | SAP Center               | 17,562              |
| Pacifická divize    | Seattle Kraken        | Seattle, Washington         | Climate Pledge Arena     | 17,100              |
| Pacifická divize    | Vancouver Canucks     | Vancouver, British Columbia | Rogers Arena             | 18,910              |
| Pacifická divize    | Vegas Golden Knights  | Paradise, Nevada            | T-Mobile Arena           | 17,356              |

Do budoucna tedy od roku 2021 (sezóna 2021/2022) bude v NHL 32 týmů. Novým týmem bude Seattle. Podmínky pro vstup do nejlepší hokejové ligy světa jsou: zaplatit 500 milionu dolarů vedení ligy NHL, zajistit ultramoderní podmínky pro hokejový tým, dokonalé zázemí pro hokejové atlety, hokejisty a NHL, tedy
moderní tréninkové centrum, moderní zápasovou halu a medicínské centrum, které bude pečovat o hráče NHL.
Seattle se zavazuje, že toto splní do roku 2021.

## Nejdelší zápasy historie
- Březen 1936: Detroit Red Wings - Montreal Maroons 1:0, rozhodla 177. minuta.
- Duben 1933: Toronto Maple Leafs - Boston Bruins 1:0, rozhodla 165. minuta.
- Květen 2000: Philadelphia Flyers - Pittsburgh Penguins 2:1, rozhodla 153. minuta.
- Srpen 2020: Tampa Bay Lightning - Columbus Blue Jackets 3:2, rozhodla 151. minuta.

## Struktura sezóny
Základní část NHL začíná první středu v říjnu a končí v polovině dubna. Poté následuje playoff, jenž se hraje od dubna nejpozději do poloviny června. Play off je vyřazovací část, ve které hrají týmy na čtyři vítězné zápasy. Vítěz finále je vyhlášen vítězem Stanley Cupu.
V základní části hraje každý tým 82 zápasů, a to 41 zápasů doma a 41 venku. V současnosti hraje ve východní konferenci každý tým 28 zápasů proti soupeřům z jejich divize (4 zápasy proti každému týmu ve své divizi), 24 zápasů proti týmům ze své konference (3 zápasy proti každému týmu z druhé divize ve své konferenci) a 30 utkání s patnácti zbývajícími celky (2 zápasy proti každému týmu ze západní konference). Naopak v západní konferenci si každé mužstvo zahraje celkem 26 nebo 29 utkání proti soupeřům z jejich divize (5 zápasů proti dvěma soupeřům ve své divizi a 4 zápasy proti čtyřem týmům ve své divizi nebo 5 zápasů proti jednomu soupeři ve své divizi a 4 zápasy proti šesti týmům ve své divizi), 21 nebo 24 utkání proti celkům ze své konference (3 zápasy proti každému týmu z druhé divize ve své konferenci) a 32 zápasů s šestnácti zbývajícími soky (2 zápasy proti každému týmu z východní konference). Takovýto rozpis sezony je platný od sezony 2017-18 a byl vytvořený proto, aby týmy ušetřily na cestovaní, které fyzicky zatěžovalo hráče.
Do play off postoupí nejlepší tři týmy z každé divize (celkem tedy 12 celků). Dále dvě mužstva z každé konference, která budou mít nejvyšší počet bodů bez ohledu na divize (4 týmy). Tým s nejvyšším počtem bodů po základní části z obou konferencí obdrží Presidents' Trophy. V každé konferenci hraje play off 8 týmů.
Play off se hraje jako vyřazovací turnaj, který se hraje na čtyři vítězná utkání. Obě konference mají nezávislá play off, týmy z opačných konferencí se tak mohou potkat až ve finále Stanley Cupu. Nově také bude zaveden takzvaný „systém divokých karet.“ Tento systém dá dohromady dva vítěze divizí s nejvyšším počtem bodů s držiteli divoké karty s nejnižším a druhým nejnižším počtem bodů. První kolo se bude hrát v rámci divizí, první tým nastoupí proti čtvrtému a druhý proti třetímu. Kdyby z divize postoupili pouze tři týmy, tak by se proti nejlepšímu týmu z konference postavil slabší z týmů, které postoupili díky divokým kartám. Vítězové 1. kola se střetnou v divizním finále, po kterém bude následovat
finále konferencí. Dva vítězové play off konferencí se utkají ve finále, jehož vítěz obdrží Stanley Cup.
Výše nasazený tým má výhodu domácího prostředí – čtyři z případných sedmi utkání série jsou hrány na jeho hřišti (první, druhé, případné páté a sedmé).

## Trofeje a ocenění

### Týmové
- Stanley Cup
- Clarence S. Campbell Bowl – Nejlepší tým Západní konference v Playoff NHL
- Prince of Wales Trophy – Nejlepší tým Východní konference v Playoff NHL
- President's Trophy – Nejlepší klub základní soutěže NHL

### Individuální
| Orginální název                | Český název                                                 | Link na NHL.cz |
| ------------------------------ | ----------------------------------------------------------- | -------------- |
| Art Ross Trophy                | Nejproduktivnější hráč                                      | Zde            |
| Hart Memorial Trophy           | Nejužitečnější hráč pro tým podle novinářů                  | Zde            |
| Maurice Richard Trophy         | Nejlepší střelec                                            | Zde            |
| Calder Memorial Trophy         | Nejlepší nováček                                            | Zde            |
| Vezina Trophy                  | Nejlepší brankář                                            | Zde            |
| James Norris Memorial Trophy   | Nejlepší obránce                                            | Zde            |
| Ted Lindsay Award              | Nejužitečnější hráč pro mužstvo dle hlasování hráčů         | Zde            |
| Conn Smythe Trophy             | Nejlepší hráč v play off                                    | Zde            |
| Frank J. Selke Trophy          | Nejlépe bránící útočník                                     | Zde            |
| William M. Jennings Trophy     | Nejnižší průměr obdržených branek                           | Zde            |
| Jack Adams Award               | Nejlepší trenér                                             | Zde            |
| Bill Masterton Memorial Trophy | Cena za vytrvalost,sportovního ducha a oddanost hokeji      | Zde            |
| Lady Byng Memorial Trophy      | Nejslušnější hráč                                           | Zde            |
| King Clancy Memorial Trophy    | Cena za humanitární pomoc v hokeji                          | Zde            |
| NHL Plus/Minus Award           | Nejlepší statistiky plus/minus v základní části dané sezóny |                |
| Mark Messier Leadership Award  | Největší vůdčí schopnosti na ledě i mimo něj                |                |

## Historické kanadské bodování
- Seznam hráčů NHL s 1000 a více body
- Seznam nejlepších střelců NHL
- Seznam obránců NHL s nejvíce body